# Ptychadena newtoni
Espèce
Synonymes
- Rana newtoni Bocage, 1866

Statut de conservation UICN

 EN B1ab(iii)+2ab(iii) : En danger
Ptychadena newtoni est une espèce d'amphibiens de la famille des Ptychadenidae.

## Répartition
Cette espèce est endémique de l'île de São Tomé à Sao Tomé-et-Principe. Elle se rencontre jusqu'à 600 m d'altitude,.

## Étymologie
Cette espèce est nommée en l'honneur de Francisco Xavier Oakley de Aguiar Newton (1864-1909).

## Publication originale
- Bocage, 1866 : Reptiles et bataciens nouveaux de lIe de St. Thomé. Jornal de sciencias mathematicas, physicas e naturaes, Lisboa, vol. 11, p. 71-75 (texte intégral).